# Kick Off (1983)
Kick Off is een videospel voor het platform Commodore 64 en Commodore 128. Het spel werd uitgebracht in 1983. 